# Accent Records
La Accent Records è una casa discografica belga specializzata nella produzione di dischi di musica classica.

## Storia
Fondata nel 1978 da Adelheid e Andreas Glatt, un costruttore di strumenti musicali tedesco, la Accent possiede un catalogo che copre l'intero arco musicale classico che va dai compositori del 1500 a quelli del XX secolo, anche se la sua attenzione è focalizzata principalmente sul repertorio di musica barocca del 1600 e 1700.
Le opere privilegiate nelle incisioni della Accent sono quelle raramente presenti nei programmi dei concerti e quelle scarsamente incise su disco, non solo di autori minori ma anche di compositori famosi come Domenico Scarlatti, Heinrich Schütz and Georg Philipp Telemann.

## Artisti prodotti
Solisti:
- Luc Devos, fortepiano
- Paul Dombrecht, oboe
- Roel Dieltiens, violoncello
- René Jacobs, controtenore
- Konrad Junghänel, liuto
- Maria Cristina Kiehr, soprano
- Robert Kohnen, clavicembalo
- Sigiswald Kuijken, violino, viola da gamba
- Barthold Kuijken, flauto
- Wieland Kuijken, violoncello, viola da gamba
- Raphaella Smits, chitarra
- Liuwe Tamminga, organo
- Jos van Immerseel, fortepiano

Gruppi:
- Batzdorfer Hofkapelle
- Cantus Cölln
- Collegium 1704, dir. Vaclav Luks
- Concerto Palatino
- Currende, dir. Erik Van Nevel
- Il Gardellino, dir. Marcel Ponseele
- La Colombina
- La Petite Bande
- Private Musicke
- Stylus Phantasticus